# Probles pygmaeus
Probles pygmaeus là một loài tò vò trong họ Ichneumonidae.